# فرید حازم
فرید حازم (انگلیسی: Farid Hazem؛ زادهٔ ۱۹ ژوئن ۱۹۸۶) بازیکن فوتبال اهل فرانسه است که در پست مدافع بازی می‌کند.
از باشگاه‌هایی که در آن بازی کرده‌است می‌توان به باشگاه فوتبال ستاره سرخ، باشگاه فوتبال گنگام، و باشگاه فوتبال پاری سن ژرمن اشاره کرد.